# Jeune adulte
Un jeune adulte est un garçon ou une fille ayant récemment atteint l'âge adulte.
En français, il n'existe pas de terme spécifique pour décrire cette période de la vie (sur le modèle d'adolescence pour un adolescent ou d'enfance pour un enfant) ; le mot «  jeunesse » recouvrant un intervalle de temps plus large.

## Caractéristiques
L'expression « jeune adulte » renvoie à une période de transition vers l'âge adulte qui succède à l'adolescence. On la fait généralement débuter autour de 15 ans ou bien à la majorité civile (18 ans) et aller jusqu'à 25 ans voire 30 ans et l'arrivée du premier enfant.
Contrairement à l’adolescence, marquée par des processus observables comme la puberté et ses manifestations biologiques, le statut de « jeune adulte » se délimite sur des frontières plus ou moins poreuses.
L’oxymore exprimé par le terme même de jeune adulte met en lumière l’ambiguïté de ce qu’il englobe. En effet, étymologiquement, « adulte » signifie sur le plan biologique : « qui est parvenu au terme de sa croissance, de son développement », soit un être dit « achevé ». La définition de « jeune » suggère quant à elle un être inachevé, encore en développement.
Sur le plan sociologique, c'est une phase marquée par des changements d’ordre social (partir du foyer familial par exemple), économique (accéder à une certaine autonomie financière, finir des études, une formation et en ressortir diplômé) et l'entrée sur le marché du travail.

## Histoire
La conjoncture socio-économique du début du XXIe siècle, l’évolution des mœurs (avec l'accroissement de l'âge d'arrivée du premier enfant) et l’allongement des études ont transformé les conditions d’entrée dans la vie du jeune adulte et ont fait émerger une nouvelle étape dans le cycle de vie familiale.
L'expression « jeune adulte » apparaît en tant que telle à la fin du XXe siècle. D'autres termes émergent à la même époque pour désigner cette période entre l’adolescence et l’âge adulte : on parle parfois d'« adulescent », fruit d’une contraction entre « adulte » et « adolescent » ou encore de « post-adolescence ». La notion d’emerging adulthood ou de « l’âge adulte émergent » est parfois utilisée pour qualifier cette période caractérisée par « l’exploration identitaire, l’instabilité, l’entre-deux, les possibilités et l’égocentrisme ».

## Santé
Depuis les années 2000, en oncologie, on assiste à l'émergence d'unités spécifiques « adolescents – jeunes adultes » (abrégées sous l’acronyme AJA), où les jeunes adultes sont associés aux adolescents plutôt qu’aux autres adultes. Comme les adolescents, les jeunes adultes sont dans une période transitoire associant transformations corporelles, psychiques et prise progressive d’indépendance affective, sociale et financière.
Le consensus autour d’un intervalle de 18-25 ans est souvent retenu afin de penser ce qu’est un « jeune adulte ». Cette définition n’est cependant pas homogène en Europe : sont considérés comme relevant d'un service AJA des individus âgés jusqu’à 30 ans en Espagne, 35 ans en Belgique et Pays-Bas et même 40 ans aux États-Unis.
Sur le plan psychique, des processus similaires à ceux de l’adolescence semblent être en mouvement : d’une part, se subjectiver, c’est-à-dire devenir un sujet pour soi, s’inscrire dans un groupe, une société, avoir sa place et la trouver ; d’autre part, persiste une forte ambivalence entre les désirs d’autonomie et les besoins de liens. De ce fait, cette étape de la vie peut être vue comme un continuum de l’adolescence.